# Beechcraft Model 18
Beechcraft Model 18 je lehké dopravní letadlo produkované společností Beechcraft Corporation.

## Historie
Roku 1935 zadal Walter Herschel Beech konstruktérům ve své firmě za úkol vývoj malého dopravního letadla pro dva piloty a šest cestujících. Stroj měl mít dva motory. O dva roky později (20. ledna 1937) se uskutečnily první zkoušky nového letadla. Mezi zákazníky si pověst budoval obtížněji, neboť zaostával za svým konkurentem, letadlem Lockheed L-12 Electra Junior. Před druhou světovou válkou přišla společnost Beechcraft Corporation ještě s verzí A18, nicméně zájem zákazníků to nijak dramaticky nezvýšilo. Letadla kupovali spíše po jednotlivých kusech a větší objednávky, byť ne ve velkých počtech, realizovaly pouze společnosti Prairie Airways ze Spojených států amerických a kanadská Canadian Airways.
Ve snaze o zvýšení zájmu o letoun mezi zákazníky se Walter Herschel Beech spolu s H. C. Rankinem roku 1940 zúčastnili závodu sportovních letounů. Trať klání spojující města St. Louis a Miami o délce 1744 kilometrů zvládli uletět průměrnou rychlostí 376,9 kilometrů za hodinu a protože nikdo to nezvládl rychleji, zvítězili. Následkem toho zájem civilních odběratelů o letoun mírně stoupl. Dne 7. prosince 1941 zaútočily japonské ozbrojené síly na Pearl Harbor. Následující den vyhlásily Spojené státy americké Japonsku válku. Protože americká armáda potřebovala pro válku rozšířit počty letadel, jimiž disponovala, prověřovala nabídku na tehdejším trhu a volba nakonec padla i na Beechcraft 18. To umožnilo rozšířit výrobu, takže během války dodala společnost armádnímu letectvu úhrnem 4145 kusů těchto letadel a to ve verzích AT-7 a AT-11 Kansan, jež byla určena k výcviku osádek vícemotorových letadel, dále C-45 Expeditor určené pro kurýrní služby. Námořnictvo Spojených států amerických získalo v průběhu války 431 lehkých dopravních a víceúčelových letounů pod označením JRB, provedením odpovídajících armádním C-45, a 829 cvičných strojů, odpovídajích armádním AT-7 a AT-11, označených SNB. Menší počty převzaly také jednotky námořní pěchoty a pobřežní stráže. Poslední exemplář byl z výzbroje amerických námořních sil vyřazen až v polovině roku 1972.

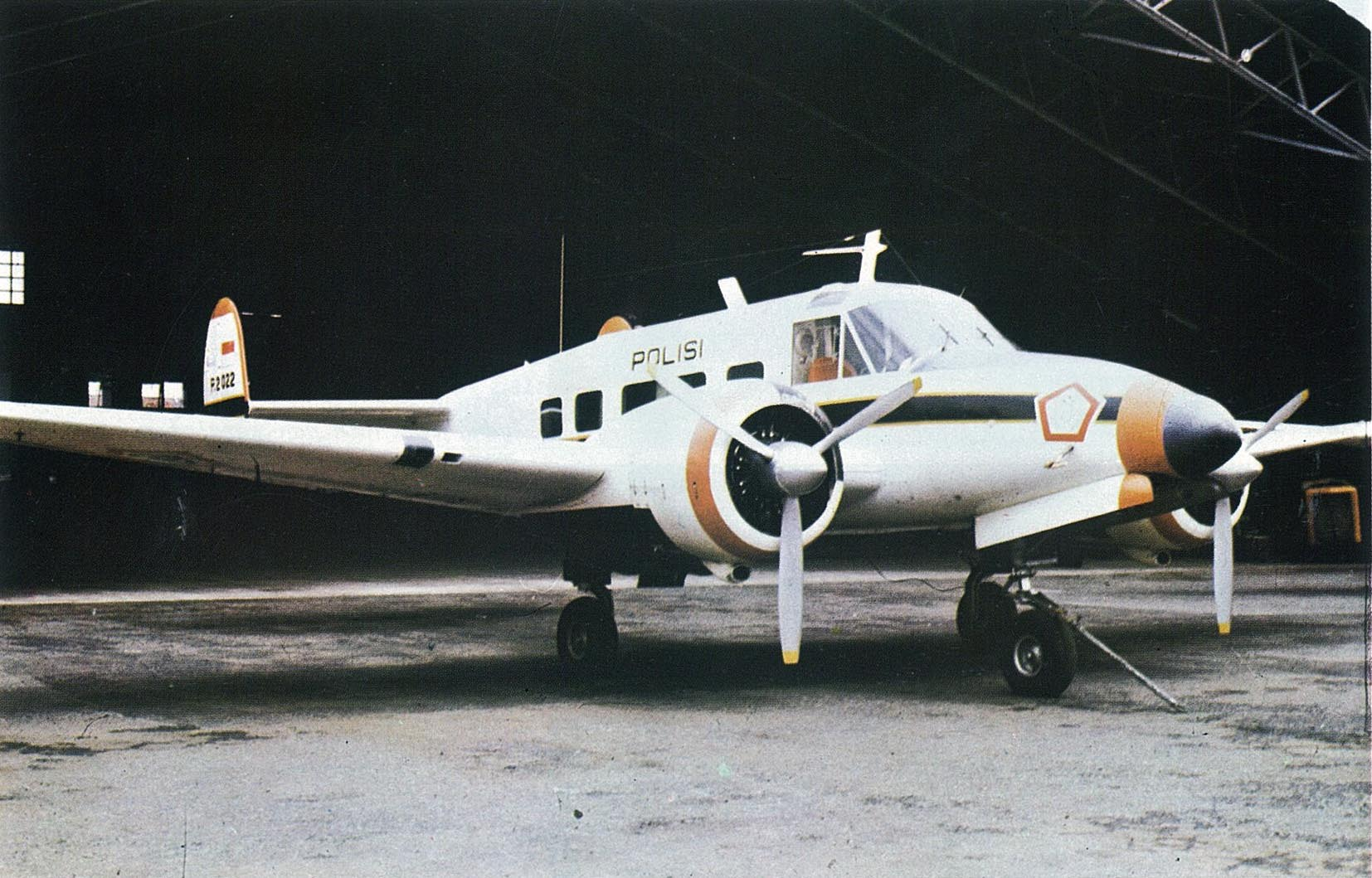
Beech 18 s příďovým podvozkem používaný indonéskou policií jako pátrací a záchranný.

Jakmile válečné boje skončily, nepotřebovaly již americké ozbrojené síly tak bohatou paletu letadel, a proto se rozhodly je odprodat civilním zájemcům. Navíc společnost Beechcraft Corporation i nadále pokračovala ve výrobě modelu 18, když zavedla do produkce model D18S, jenž si zákazníci oblíbili. Letět jím mohlo až osm cestujících a firma letoun produkovala až do roku 1969. Dne 10. prosince 1953 prvně vzlétl stroj E18, který se oproti letadlům tohoto typu odlišoval zvětšeným rozpětím a objemnějším trupem. Přesto, že se do něj vešlo pouze sedm cestujících, nabídl jim vůči předchozím modelům i toaletu. Celkem se vyrobilo 762 kusů této verze.
Roku 1959 začala firma vyrábět typ G18, který měl prodlouženou příď, zvětšený zavazadlový prostor a z kabiny díky většímu počtu oken lépe vidět. Přesto vysoký zájem mezi zákazníky nevzbudil, neboť v tu dobu již nakupující preferovali stroje s příďovým podvozkem. Na tuto skutečnost společnost zareagovala vývojem a produkcí modelu H18, jenž příďovým podvozkem disponoval. Konec produkce modelu 18 nastal na konci šedesátých let, když byly poslední tři modely H18 26. listopadu 1969 dodány japonskému odběrateli. Stroj tak ve výrobě vydržel 32 let.

## Letecké neštěstí F-BGAF
V roce 1948 absolvovala československá hokejová reprezentace, tehdy úřadující mistři světa, turné po západní Evropě. Po utkání v Paříži. kde porazilo Racing Paříž v poměru 4:3, se mužstvo ve dvou etapách přesunovalo k dalšímu zápasu do Spojeného království. První skupina hráčů odletěla 7. listopadu a zbylá část o den později. Druhá část cestovala letadlem Beechcraft Model 18 s registrační značkou F-BGAF vlastněném společností Mercure, které řídil francouzský pilot René de Narbonne, zakladatel, majitel a šéfpilot společnosti, který za druhé světové války působil v britském Royal Air Force (RAF). Stroj přibližně v 16.30 hodin odstartoval z letiště Le Bourget a na palubě vedle pilota a navigátora vezl šest hokejistů, a sice útočníky Ladislava Trojáka, Karla Stibora, obránce Zdeňka Švarce, Vilibalda Šťovíka, Miloslava Pokorného a brankáře Zdeňka Jarkovského. Do cíle však letadlo nedoletělo. Naposledy se ozvalo v 17.39 hodin. Trosky letadla se nikdy nenašly. Pouze rok po nehodě se na francouzském pobřeží Lamanšského průlivu našly pozůstatky dvou těl, z nichž jedno bylo s velkou pravděpodobností identifikováno na pilota zříceného letadla René de Narbonne.

## Popis konstrukce
Letadlo dosahovalo délky 10,41 metru a rozpětí jeho křídla činilo 14,53 metru. Maximální vzletová hmotnost mohla být 3,04 tuny a cestovní rychlost 310 kilometrů za hodinu. Dolet se u modelu 18 pohyboval ve vzdálenosti 1610 kilometrů. Letadlo mohlo pojmout nejvýše šest cestujících a dva členy osádky.
Na křídle mělo letadlo osazeny dva pístové motory, na každé polovině křídla jeden, které poháněly dvoulisté stavitelné vrtule. Nejprve se do letadla montovaly motory Pratt & Whitney R-985-SB každý o výkonu 294 kW, následně model A18 měl motory Wright R760-E2 Whirlwind po 235 kW a B18 s motory Jacobs L6 po 220 kW. Do verze D18S byly montovány motory Pratt & Whitney R-985 AN14B každý s výkonem 330 kW. Nádrže mělo letadlo instalované uvnitř křídla a pojaly 600 litrů paliva. Podvozek byl původně záďový a hlavní nohy se zatahovaly do motorových gondol.

## Specifikace (UC-45F)

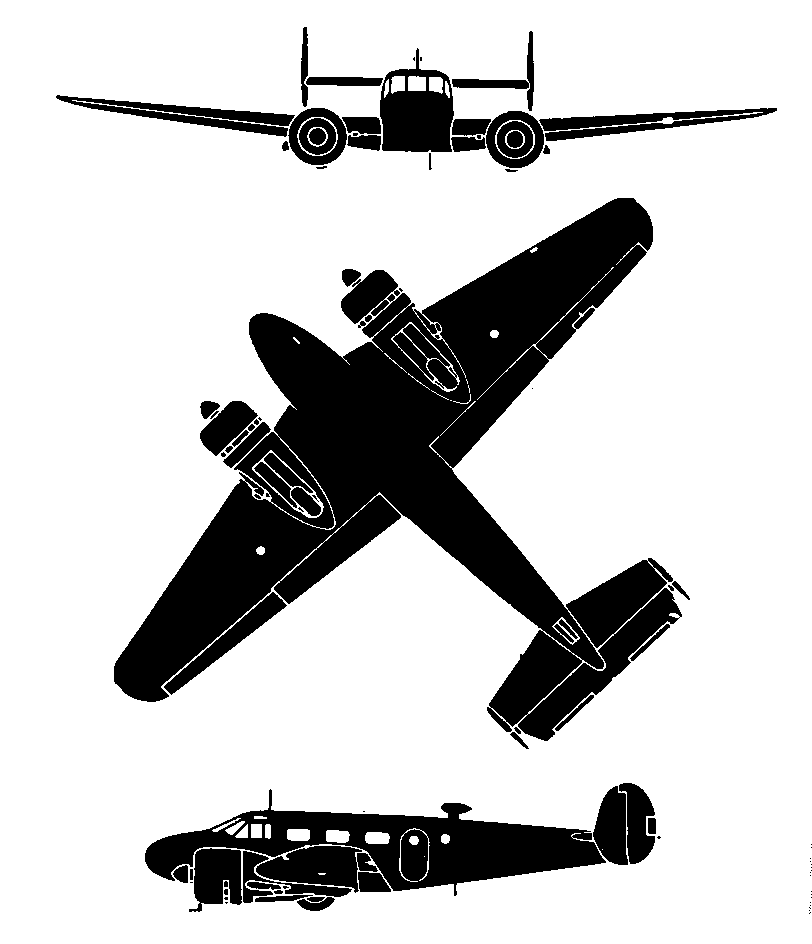
Třípohledová silueta Beechcraftu C-45

Data dle

### Technické údaje
- Osádka: 1–2
- Kapacita: 6 cestujících nebo 1 360 kg (3 000 liber) nákladu
- Délka: 10,57 m (34 stop a 8 palců)
- Rozpětí křídel: 14,53 m (47 stop a 8 palců)
- Výška: 2,97 m (9 stop a 9 palců)
- Nosná plocha: 32,42 m² (349 čtverečních stop)
- Hmotnost prázdného stroje: 2 650,79 kg (5 844 lb)
- Maximální vzletová hmotnost: 3 957,59 kg (8 725 lb)
- Pohonná jednotka: 2 × vzduchem chlazený hvězdicový devítiválec Pratt & Whitney R-985-AN-1 Wasp Junior
- Výkon pohonné jednotky: 2 × 450 hp (340 kW)

### Výkony
- Maximální rychlost: 331,52 km/h (179 uzlů, 206 mph)
- Cestovní rychlost: 317,04 km/h (171,18 uzlů, 197 mph)
- Dolet: 1 609,34 km (868,97 námořních mil, 1 000 mil)
- Dostup: 6 096 m (20 000 stop)